# Russell M. Nelson
Russell Marion Nelson (Salt Lake City, Utah, 9 de septiembre de 1924) es un cirujano cardiovascular y líder religioso estadounidense. Es el 17.º presidente de La Iglesia de Jesucristo de los Santos de los Últimos Días desde el 14 de enero de 2018 cuando fue elegido, sucediendo a Thomas S. Monson.

## Carrera médica
Nacido en Salt Lake City, Utah, Nelson estudió en el LDS Business College (Colegio de Negocios SUD) en su mediana adolescencia y trabajó entonces como secretario asistente en un banco. Asistió a la Universidad de Utah, obteniendo un B.A (licenciatura) en 1945 y luego su título médico en 1947. Poco después, comenzó a trabajar con el equipo de doctores que creó la primera máquina cardiopulmonar. En 1951, la máquina fue utilizada en la primera operación a corazón abierto en un humano. Cuatro años después, Nelson fue el primer médico en Utah en llevar a cabo una exitosa cirugía a corazón abierto usando la máquina cardiopulmonar. Nelson sirvió un periodo de dos años en el servicio médico del ejército de los Estados Unidos durante la Guerra de Corea, siendo establecido en Corea, Japón, y en el Walter Reed Army Medical Center (Centro Médico del Ejército Walter Reed) en Washington D. C. sirvió su residencia en cirugía en el Hospital General de Massachusetts en Boston y en la Universidad de Minnesota, recibió un PhD (doctorado) en 1954.
Nelson regresó a Salt Lake City en 1955 e inicialmente fue parte del personal académico del Colegio de Medicina de la Universidad de Utah, lugar en el que en noviembre de ese año llevó a cabo la primera cirugía cardiaca en Utah utilizando un Baipás cardiopulmonar. Dicha operación fue realizada en el Hospital General de Salt Lake (SLGH por sus siglas en inglés) en un adulto con un defecto atrial septal.
En marzo de 1956, Nelson realizó la primera cirugía pediátrica cardiaca exitosa en el SLGH, una reparación total de tetralogía de Fallot en una niña de cuatro años. En 1959, se unió al personal de la Clínica de Salt Lake, estando así en contacto con un Hospital SUD, y continuó haciendo grandes contribuciones en el desarrollo de la especialidad torácica, tanto en los estudios clínicos así como en el papel de segundo director del programa de residentes.
Nelson con su experiencia en cirugía era lo suficientemente importante un componente crítico en la experiencia de los residentes. Era un innovador cirujano responsable de muchas mejoras en operaciones cardiacas. También estableció un laboratorio de investigación en el Hospital SUD.
Posterior a 1960, la experiencia de Nelson con la implantación de válvulas aórticas artificiales fue tal que fue capaz de reportar una larga serie de pacientes con excepcionalmente baja mortandad operativa.
Posteriormente, Nelson llevó a cabo una cirugía de corazón en Spencer W. Kimball.

## Liderazgo profesional y reconocimientos
Nelson se vio envuelto en los aspectos administrativos de la medicina y fue elegido presidente de la Asociación Médica del Estado de Utah. Era jefe de la División de Cirugía Torácica en el Hospital SUD de 1967 a 1974 y director del programa de residencia del Hospital Afiliado a la Universidad de Utah para cirugía torácica de 1967 a 1984.
Fue honrado nacionalmente siendo electo presidente de la Sociedad para la Cirugía Vascular y uno de los directores de la Barra Nacional de Cirugía Torácica.

### Posiciones y condecoraciones
- Presidente de la Asociación de Directores en Cirugía Torácica.
- Presidente de la Sociedad para la Cirugía Vascular.
- Presidente de la Asociación Médica del Estado de Utah State Medical.
- Director de la Barra Nacional de Cirugía Torácica.
- Gerente del Consejo en Cirugía Cardiovascular de la Asociación Corazón.
- Gerente de la División de Cirugía Torácica en el Hospital SUD.
- Vice-gerente de la barra de gobernadores en el Hospital SUD.
- "Citado por Servicio Internacional", Asociación Americana del Corazón.
- "Premio al Corazón de Oro", Asociación Americana del Corazón.
- "Premio Placa de Oro", Academia Americana de los Logros
- "Premio al Alumno Distinguido", Universidad de Utah.

## Servicio en La Iglesia de Jesucristo de los Santos de los Últimos Días
Adicional a su trabajo médico, Nelson sirve frecuentemente como líder en La Iglesia de Jesucristo de los Santos de los Últimos Días. Antes de ser llamado como apóstol, pasó más de seis años (6 de diciembre de 1964-11 de julio de 1971) como presidente de estaca en Salt Lake City, tiempo en el cual Joseph B. Wirthlin sirvió como su segundo consejero. Nelson también sirvió por ocho años como el presidente general de la Escuela Dominical de la Iglesia, y cuatro años como representante regional.
Nelson fue llamado a ser apóstol por Spencer W. Kimball, de quién había sido médico personal por años. Nelson fue sostenido como miembro del Quorum de los Doce Apóstoles el 7 de abril de 1984 en una conferencia general de La Iglesia de Jesucristo de los Santos de los Últimos Días. Fue ordenado apóstol el 12 de abril de 1984 por Gordon B. Hinckley. En la misma conferencia, Dallin H. Oaks fue también sostenido como miembro del Quorum de los Doce. Nelson y Oaks llenaron las vacantes en el Quorum que surgieron por las muertes de LeGrand Richards y Mark E. Petersen.
Como miembro del Quorum de los Doce, Nelson es aceptado por la Iglesia como un profeta, vidente, y revelador.
Asignado en agosto de 2007, Nelson es actualmente un miembro de la Barra de Educación de la Iglesia, el cuerpo regulador del Sistema Educacional de la Iglesia. Funge como el director  del comité ejecutivo de la Barra de Educación de la Iglesia.

### Europa del Este
Después de ser Thomas S. Monson llamado a la Primera Presidencia en 1985 Nelson fue asignado como el apóstol al cuidado de las obras de la Iglesia en Europa del Este. En esta asignación, trabajó de cerca con Dennis B. Neuenschwander y Hans B. Ringger. Nelson estuvo involucrado en las primeras reuniones entre los líderes de La Iglesia de Jesucristo de los Santos de los Últimos Días y los oficiales del gobierno de Bulgaria, Rumania y la Unión Soviética, y trabajó para continuar con la expansión de la iglesia y el reconocimiento de esfuerzos en Checoslovaquia, Hungría y Polonia.
En agosto y septiembre de 2010 Nelson viajó para la dedicación del Templo de Kiev Ucrania. Asistió a reuniones de la Iglesia en numerosos países Europeos. Pronunció bendiciones sobre Croacia, Eslovenia, Macedonia, Bosnia Herzegovina y Kosovo mientras visitaba todos esos países al tiempo de que Thomas S. Monson en 1985 dedicara Yugoslavia para predicar el evangelio.
El único hijo de Nelson, Russell M. Nelson, Jr., sirvió como misionero de la Iglesia en Rusia. En 2011 Nelson regresó a Rusia a organizar la primera estaca de la Iglesia en ese país, con su centro de área en Moscú.

### Asia Central
En 2003 Nelson se convirtió en el primer apóstol de la Iglesia en visitar Kazajistán. Mientras estuvo ahí dedicó el país para la predicación del evangelio.

### China
Cuando él era presidente general de la Escuela Dominical, Nelson asistió a una reunión en la que Spencer W. Kimball les urgía a los presentes aprender chino mandarín. Nelson aceptó el desafío y se volvió hablante fluido del mandarín. Desarrolló nexos con la comunidad médica en China y realizó muchos viajes para entrenar cirujanos. En 1985 Nelson fue la primera persona en ser nombrada profesor honorario en Shandong Medical College (Colegio Médico de Shandong). En 1995 Nelson fue a Beijing, junto con Neal A. Maxwell y otros líderes de La Iglesia de Jesucristo de los Santos de los Últimos Días, con invitación oficial de Li Lanqing quien en ese entonces era Vice Premier de China.

## Aspecto notable de su administración
El formato de 3 horas de reuniones dominicales se transformó a 2 horas. Además, se espera que los miembros de la Iglesia dediquen una hora adicional en sus hogares a estudiar como familias el manual Ven, Sígueme.

## Libros
- Nelson, Russell M. (1979), From Heart to Heart: An Autobiography, OCLC 6144971.

Libros con Salt Lake City: Deseret Book
- Nelson, Russell M. (1987), Motherhood, ISBN 978-0-87579-087-9, OCLC 20469710.
- —— (1988), The Power Within Us, ISBN 978-0-87579-154-8, OCLC 18164244.
- —— (1993), Lessons from Mother Eve: A Mother's Day Message, ISBN 978-0-87579-734-2, OCLC 32969712.
- —— (1995), The Gateway We Call Death, ISBN 978-0-87579-953-7, OCLC 31901270.
- —— (1998), The Magnificence of Man and Truth--and More, ISBN 978-0-87579-985-8, OCLC 40197958.
- —— (1998), Perfection Pending: And Other Favorite Discourses, ISBN 978-1-57345-405-6, OCLC 39256877.
- —— (2009), Hope in Our Hearts, ISBN 978-1-60641-201-5, OCLC 426253825.
- —— (2010), Wise Men and Women Still Adore Him, ISBN 978-1-60641-835-2, OCLC 672405152.
- —— (2015), Accomplishing the Impossible: What God Does, What We Can Do, ISBN 978-1-62972-125-5, OCLC 1629721255.